# فوکر اف۲۶
فوکر اف۲۶ (به انگلیسی: Fokker F26) یک هواپیمای ساختِ فوکر است .